# Sydney Women's Football Club
El Sydney Women's Football Club es un club de fútbol femenino australiano con sede en Sídney, Nueva Gales del Sur. Es la sección femenina del Sídney FC de la A-League. Fue fundado en 2008 y juega en la A-League Women, máxima categoría del fútbol femenino en Australia. Juega como local en el Seymour Shaw Park, con una capacidad para 5.000 espectadores.
Es el único equipo de la A-League que se ha clasificado a las eliminatorias en todas las temporadas, y el segundo equipo en ganar 4 Grand Finals.

## Jugadoras

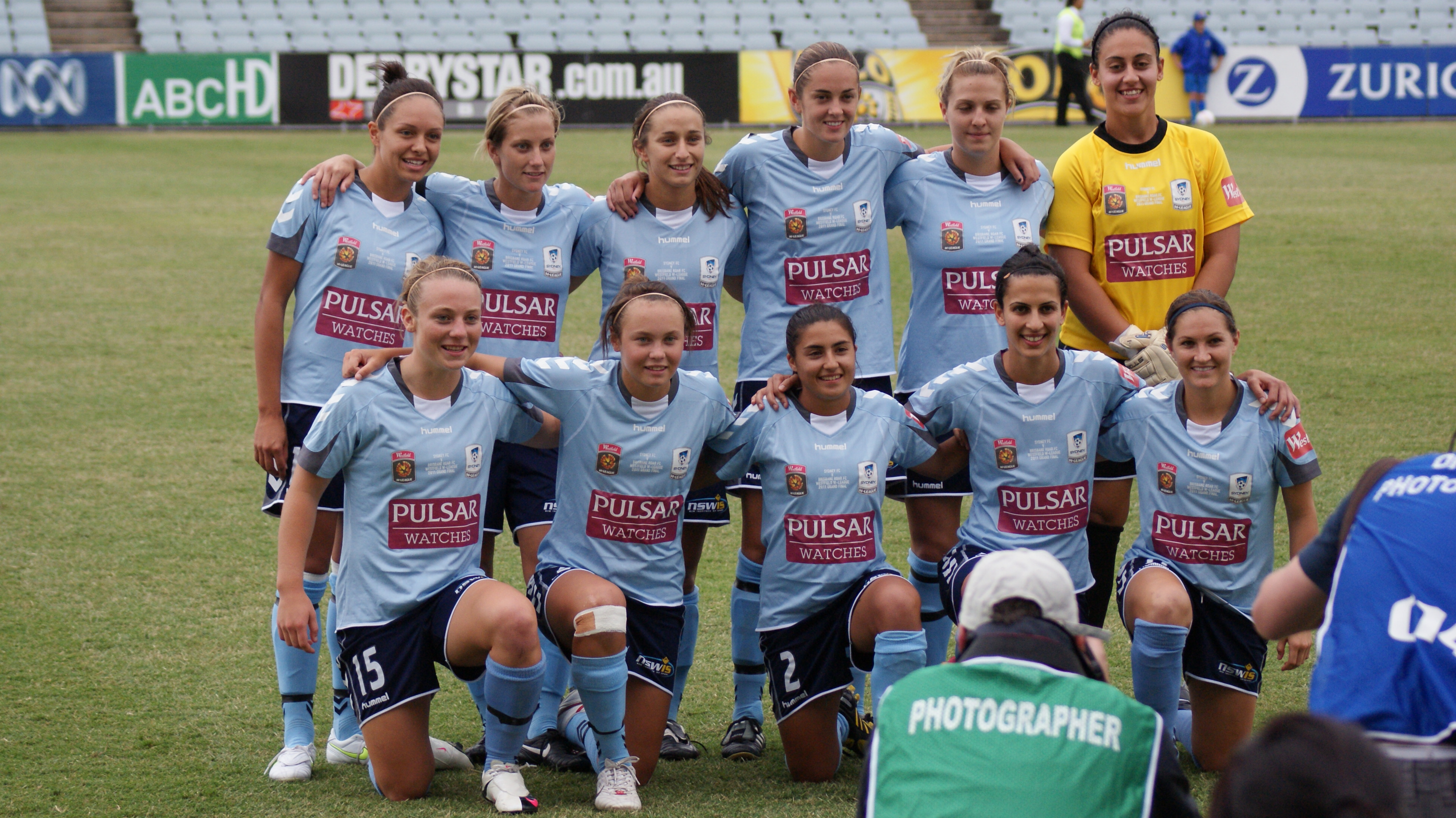
Once inicial del Sydney FC en la final de la temporada 2010-11.

## Temporadas
| Temporada | Posición | Eliminatorias |
| --------- | -------- | ------------- |
| 2008-09   | 4.º      | Semifinales   |
| 2009      | 1.º      | Campeón       |
| 2010-11   | 1.º      | Subcampeón    |
| 2011-12   | 3.º      | Semifinales   |
| 2012-13   | 4.º      | Campeón       |
| 2013-14   | 2.º      | Semifinales   |
| 2014      | 4.º      | Semifinales   |
| 2015-16   | 3.º      | Subcampeón    |
| 2016-17   | 3.º      | Semifinales   |
| 2017-18   | 2.º      | Subcampeón    |
| 2018-19   | 3.º      | Campeón       |
| 2019-20   | 3.º      | Subcampeón    |
| 2020-21   | 1.º      | Subcampeón    |
| 2021-22   | 1.º      | Subcampeón    |
| 2022-23   | 1.º      | Campeón       |